# Psoralidium junceum
Psoralidium junceum là một loài thực vật có hoa trong họ Đậu. Loài này được (Eastw.) Rydb. miêu tả khoa học đầu tiên.